# 島野敬三
島野 敬三（しまの けいぞう、1932年5月5日 - 1995年1月7日）は、日本の経営者。シマノ社長を務めた。

## 来歴・人物
大阪府出身。1955年に慶應義塾大学工学部機械工学科を卒業し、同年に不二越鋼材工業に入社。1957年に島野工業(現在のシマノ)に転じ、1958年に取締役に就任。1970年に専務となる。シマノでは長らく技術部門のトップを務め、デュラエースやアルテグラなどのコンポーネント製品、シマノトータルインテグレーション（STI）などの技術が敬三の指揮下で世に送り出された。
1992年2月に、兄・島野尚三の退任に伴い社長に就任。
1995年1月7日、心不全のために死去。62歳没。後任は弟の島野喜三が継いだ。
長男の島野泰三は2021年よりシマノの代表取締役社長を務めている。